# ELEX 2
ELEX 2 ist ein Computer-Action-Rollenspiel, das vom deutschen Entwicklerstudio Piranha Bytes entwickelt wurde und durch dessen Mutterkonzern THQ Nordic vertrieben wird. Das am 1. März 2022 erschienene Computerspiel ist in einer postapokalyptischen Science-Fantasy-Welt angesiedelt. Der Nachfolger zum 2017 erschienenen Open-World-RPG ELEX wurde am 15. Juni 2021 im Rahmen der E3 angekündigt.

## Handlung
Die Handlung von ELEX 2 spielt nach den Ereignissen des ersten Teils. Man spielt wieder den Protagonisten Jax, welcher sich im Exil befand. Nach dem Sieg über den Hybriden erschien eine neue Bedrohung am Himmel, durch die die Kraft des gefährlichen Dark Elex entfesselt wurde. Man kann sich einer von fünf Fraktionen anschließen, zu denen die neue Fraktion der Morkon zählt. Diese destruktive Gemeinschaft ist in einer Höhlenfestung angesiedelt. Neben den Morkons sind die Fraktionen der Berserker, Outlaws, Kleriker und Albs spielbar. Die Welt von Magalan wird durch die Alienrasse der Skyaniden bedroht. Jax soll die Fraktionen von einem Bündnis gegen die Invasoren überzeugen.

## Spielprinzip
Ähnlich dem Kältewert des ersten Teils enthält das Spiel ein Moralsystem, welches um die Werte Zerstörung und Schöpfung aufgebaut ist. Ein Import des Spielstandes aus dem ersten Teil ist nicht möglich. Das bereits aus ELEX bekannte Jetpack wird um neue Funktionen ergänzt, so dass richtiges fliegen möglich sein soll. Das bietet komplett neue Möglichkeiten zur Erkundung. Die Steuerung des Nah- und Fernkampfs wurden laut Hersteller stark verbessert und Entscheidungen haben Konsequenzen auf die Spielwelt.

„Konsequenzen, eigenes Handeln und das Moralsystem sind uns sehr wichtig.“

Es soll mehr als 100 Gegnertypen und über 300 individuelle Nicht-Spieler-Charaktere geben, neu sind auch Kinder. Die offene Spielwelt setzt sich aus Regionen des Vorgängers sowie neuen Arealen zusammen, die frei erkundbar sind.

## Entwicklungsgeschichte
Der Vorgänger ELEX erschien am 17. Oktober 2017. Obwohl die Arbeiten an einem Nachfolger lange Zeit nicht offiziell bestätigt wurden, gab es bereits im Mai 2017 Hinweise auf die Entwicklung von ELEX 2. So wurden im Jahr 2017 Fördergelder der Europäischen Union in Höhe von 150.000 € im Rahmen des Förderprogramms Creative Europe MEDIA für ELEX 2 an die AWinS 2011 GmbH & Co KG vergeben. Die seit 2011 bestehende Firma AWinS 2011 GmbH & Co KG hat ihren Sitz an der gleichen Adresse, wie der Essener Entwickler Piranha Bytes, beziehungsweise dessen damalige Mutterfirma Pluto 13 GmbH, und ebenso den identischen Geschäftsführer. Außerdem trat die Firma bereits in der Vergangenheit im Zusammenhang mit ELEX und Piranha Bytes auf.
Hinweise auf einen Nachfolger gab es zudem anhand des Endes von ELEX, bei dem die Alien-Rasse der „Wissenden“ angedeutet wurde. Diese sollen dem „Hybriden“ – dem Endgegner des ersten Teils – zufolge für den Meteoriteneinschlag und die damit einhergehende Ankunft des Elex auf der Spielwelt Magalan verantwortlich sein und eine Invasion planen. Kurz vor dem Endkampf schickt der „Hybrid“ ein Signal gen Himmel.
Am 22. Mai 2019 gab der Publisher THQ Nordic den Kauf des Entwicklerstudios Piranha Bytes mitsamt dessen Markenrechten bekannt. Auf die selbst gestellte Frage, ob es ein ELEX 2 geben werde, antwortete man damals mit „Semi-offizielles Statement: Ratet mal.“
Dem Game Director Björn Pankratz zufolge wolle man auch nach der Übernahme durch THQ Nordic nichts anders machen.

„Wenn wir zu sehr versuchen würden, jedem zu gefallen, dann würden sehr viele Ecken und Kanten wegfallen, die uns ausmachen.“

Ohne den Titel zu nennen, teilte Piranha Bytes im Dezember 2019 über Twitter mit, dass man das kommende Rollenspiel, an dem man gerade arbeite, im Jahr 2020 ankündigen wolle. Im Juli 2020 listete die Branchen-News-Website GamesWirtschaft ELEX 2 für die Plattformen PC, PS4 und Xbox One als das Spiel, an dem Piranha Bytes gerade arbeite.
Aufgrund der für 2020 geplanten Ankündigung spekulierte Peter Bathge im Juli 2020 in seinem GameStar-Artikel, dass Elex 2 möglicherweise zur Gamescom 2020 angekündigt werde, was allerdings nicht der Fall war. Er schloss daraus auf einen Release im Spätsommer 2021, da Björn Pankratz zuvor in einem Devplay-Video gesagt hatte, dass er ein Jahr zwischen der Ankündigung eines Spiels und dessen Veröffentlichung als ideal betrachtet. Im September 2020 erwähnte der Let’s Player Bruugar in einem Video, dass er als Synchronsprecher bei ELEX 2 mitwirke. Im Oktober 2020 erklärte Piranha Bytes, dass man entgegen der ursprünglichen Planung im Jahr 2020 doch kein Spiel mehr ankündigen werde. Dies hänge auch damit zusammen, dass 2020 keine herkömmlichen Messen stattfanden und sich der Großteil der Mitarbeiter ab März 2020 im Homeoffice befand. Man sei noch nicht so weit, das Spiel präsentieren zu können.
Angekündigt wurde das Spiel schließlich am 15. Juni 2021 im Rahmen der Electronic Entertainment Expo. Die Enthüllung fand exklusiv beim deutschsprachigen Computerspielemagazin GameStar und dessen Onlineauftritt statt. Zudem wurde ein Ankündigungstrailer veröffentlicht und die Verkaufsseite auf Steam online geschaltet. Zu Beginn war auf der Steam-Seite noch 2021 als Veröffentlichungsdatum genannt, was später allerdings entfernt wurde. Gegenüber dem Onlineportal Wccftech bestätigte THQ Nordic allerdings, dass ein Release 2021 angepeilt sei, auch wenn dies noch nicht sicher ist. Am 17. September 2021 veröffentlichte THQ Nordic zum zehnjährigen Bestehen der Firma einen weiteren Trailer.
Am 10. November 2021 wurde schließlich mit dem 1. März des darauffolgenden Jahres das Erscheinungsdatum genannt und zugleich der Inhalt der Collector‘s Edition enthüllt.
Da die Fördersumme der EU von 150.000 € laut Eigenaussage nur einen Monat abgedeckt habe, errechnete Zeit Online Gesamtkosten von etwa 7,2 Millionen Euro für den Entwicklungszeitraum von rund vier Jahren, was im Vergleich zu Produktionen wie Red Dead Redemption 2, die mehrere Hundert Millionen US-Dollar kosten, günstig sei.
Im Juni 2023 wurde ELEX II auch für Apples Mac veröffentlicht. Die Portierung wurde in knapp über acht Monaten durch ein Team, das auf die Metal-API spezialisiert ist, umgesetzt.

### Designentscheidungen
Laut Björn Pankratz wolle man die Karte nicht mit zu vielen Symbolen überladen, damit der Spieler die Welt selbst erkunden könne und nichts vorgekaut bekomme.

### Vertonung
Die Synchronisation soll mehr als 350.000 Wörter umfassen. Unter anderem hat Gronkh eine Synchronrolle eingesprochen.
Das Titellied des Spiels wurde von Rockmusiker Jonathan Davis, dem Sänger der Band Korn, erstellt. Neben dem Soundtrack auf CD liegt der Collector‘s Edition ein Konzeptalbum des Chef-Entwicklers Björn Pankratz bei, das den Titel Cassandra trägt. Pankratz war bereits der Komponist des Soundtracks von ELEX. Im Spiel kann ein Billy-Idol-Konzert besucht werden.
| Rolle    | Deutscher Sprecher    |
| -------- | --------------------- |
| Jax      | Michael Lott          |
| Dex      | Leo Amic              |
| Azok     | Hans Bayer            |
| Baxter   | Thomas Dehler         |
| Caja     | Andrea Dewell         |
| Logan    | Peter Dischkow        |
| Rat      | Frank Felicetti       |
| Irissa   | Gergana Muskalla      |
| Wardek   | Bodo Henkel           |
| Falk     | Heiko Grauel          |
| Khan     | Helge Heynold         |
| Lazar    | Gilles Karolyi        |
| Crony U4 | Linus Kraus           |
| Fenris   | Stefan Müller-Ruppert |
| Bully    | Gordon Piedesack      |
| Thialg   | Erik Schäffler        |
| Fox      | Erik „Gronkh“ Range   |
| Nasty    | Rita Ringheanu        |
| Dawkins  | Karl-Jürgen Sihler    |
| Nyra     | Lara Trautmann        |
| Oleg     | Oliver Wronka         |
| Sestak   | Richard van Weyden    |
| Reinhold | Aart Veder            |
| Hagen    | Wolff von Lindenau    |

Weitere Sprecher: Achim Barrenstein, Renier Baaken, Katalyn Bohn, Matthias Braun, Tobias Brecklinghaus, Pirkko Cremer, Verena Dienst, Katrin Fiedler, Kirstin Hesse, Nico Holonics, Christian Jungwirth, Dina Kürten, Sandra Lühr, Christoph Maasch, Bianca Olek, Louise Oppenländer, Marco Reinbold, Florian Rose, Marco Schmidt, Birte Sieling, Peter Wenke und Guido Zimmermann

### Technik
Wie beim Vorgänger findet wieder die schon bei Gothic 3 und der Risen-Serie eingesetzte Engine Genome Anwendung. Die Eigenentwicklung, die eine nahtlose Open World ermöglicht, unterstützt dabei neben DirectX 11 auch DirectX 12. Zudem wurden im Vergleich zum ersten Teil neue Technologien für Gesichtsanimationen und Lippensynchronisation eingesetzt.
Man entschied sich bei Piranha Bytes bewusst für die Arbeit mit der eigenen Engine, da man damit gute Erfahrungen gemacht habe und beim Wechsel auf eine andere Entwicklungsumgebung, wie die Unreal Engine, zahlreiche „Kinderkrankheiten“ zurück kämen.

„In unserer eigenen Engine kennen wir uns sehr gut aus und wissen, was wir umsetzen können“

## Rezeption

### Rezensionen
Die ersten Wertungen fielen durchschnittlich bis positiv aus. Gelobt wird die große, dichte und offene Spielwelt, während die Technik als nicht mehr zeitgemäß eingestuft wird.

„Piranha Bytes liefern das, was man sich erwartet hat und nicht mehr.“

Tester kritisieren, dass ELEX 2 trotz schwacher Grafik hohe Ansprüche an Hardware stellt. Selbst durch Verminderung der Grafikeinstellungen lassen sich demnach kaum Performancesteigerungen erzielen.
Auf dem englischsprachigen Gaming-Portal GameRant wurde das Spiel im Juli 2022 als einer der am meisten unterschätzten Titel des Jahres bezeichnet. Das Spiel sei „charmant chaotisch“ und biete einen angenehmen Kontrast zu überstilisierten AAA-Titeln. Die Entscheidungen des Spielers haben Konsequenzen und die „überwältigende Vielfalt von Quests“ sei eine der größten Stärken des Spiels.

### Verkaufszahlen
Laut Zeit Online befand sich Elex 2 im April 2022 unter den Topsellern der Vertriebsplattform Steam, offizielle Verkaufszahlen habe THQ Nordic aber nicht veröffentlicht. Dem Branchen-Portal GamesWirtschaft zufolge habe das Spiel im Mai 2022 die Erwartungen des Managements noch nicht erfüllt, THQ Nordic gehe aber davon aus, dass Elex 2 die Entwicklungskosten mittel- bis langfristig wieder einspiele. GamesWirtschaft brachte den schwachen Verkaufsstart in Zusammenhang mit dem Release vier Tage nach Elden Ring und nahm zu diesem Zeitpunkt Verkaufszahlen im fünfstelligen Bereich innerhalb Deutschlands an.

## Nachfolger
Im Mai 2023 wurde bekannt, dass Piranha Bytes eine Fördersumme von 3,17 Millionen € vom Bundesministerium für Wirtschaft und Klimaschutz erhielt. Die Förderung sei für ein Rollenspiel, das Anfang 2026 erscheinen sollte und unter dem Projektnamen WIKI6 lief. Berichterstatter vermuteten, dass es sich dabei um ELEX 3 handle. Anfang 2024 wurde allerdings bekannt, dass die Dachfirma Embracer Group das Entwicklerstudio Piranha Bytes schließen wolle. Während man anfangs noch einen Käufer für das Studio und die Marke Elex suchte, soll das Studio seit Juni 2024 faktisch geschlossen sein, nachdem bereits Ende 2023 den Mitarbeitern gekündigt wurde. Der Förderantrag soll laut GamesWirtschaft zu diesem Zeitpunkt noch nicht zurückgezogen worden zu sein, im November 2024 war die Förderung allerdings nicht mehr auf der Subventionsseite des Bundes gelistet.